# كارلو كوديتشيني
كارلو كوديتشيني (بالإيطالية: Carlo Cudicini)‏، (مواليد 6 سبتمبر 1973 في ميلانو، إنجلترا)، هو لاعب كرة قدم إيطالي سابق، وهو ابن لاعب إيه سي ميلان الأسبق فابيو كوديتيشيني، لعب لأندية عديدة أبرزهم إيه سي ميلان، لاتسيو، تشيلسي، توتنهام هوتسبير و‌لوس أنجلوس غلاكسي.
بدأ مسيرته الكروية مع نادي براتو في موسم 1995/1996، ولعب معهم 30 مباراة، وفي موسم 1996/1997 انتقل إلى نادي لاتسيو، ولعب معهم مباراة واحدة، وفي عام 1997 انتقل إلى نادي كاستيل دي سانغرو، ولعب معهم حتى عام 2000، وشارك معهم في 14 مباراة، وفي موسم 1999/2000 أعير إلى نادي تشيلسي الإنجليزي، ولعب معهم مباراة واحدة، ومنذ عام 2000 وهو يلعب مع نادي تشيلسي الإنجليزي انتقل في عام 2008 إلى توتنهام هوتسبر.

## روابط خارجية
- كارلو كوديتشيني على موقع الاتحاد الدولي (مؤرشف)  (الإنجليزية)
- كارلو كوديتشيني على موقع الاتحاد الأوربي (الإنجليزية)
- كارلو كوديتشيني على موقع الدوري الأمريكي (الإنجليزية)
- كارلو كوديتشيني على موقع إي إس بي إن إف سي (الإنجليزية)
- كارلو كوديتشيني على موقع قاعدة بيانات كرة القدم.إي يو (الإنجليزية)
- كارلو كوديتشيني على موقع Soccerbase.com (لاعب) (الإنجليزية)
- كارلو كوديتشيني على موقع Soccerway.com (الإنجليزية)
- كارلو كوديتشيني على موقع عالم كرة القدم.نت (الإنجليزية)
- كارلو كوديتشيني على موقع كووورة
- كارلو كوديتشيني على موقع AS.com (الإسبانية)